# Cal Cintet (Granera)

Cal Cintet, respecte del terme de Granera

Cal Cintet era una masia del terme municipal de Granera, al Moianès. Pertanyia a la parròquia de Sant Martí de Granera.
Estava situada a 697 metres d'altitud al sud-oest del Barri de l'Església, de Granera, a llevant de la masia de Biguetes i de la capçalera del torrent de Cal Cintet.